# Fundação Solomon R. Guggenheim

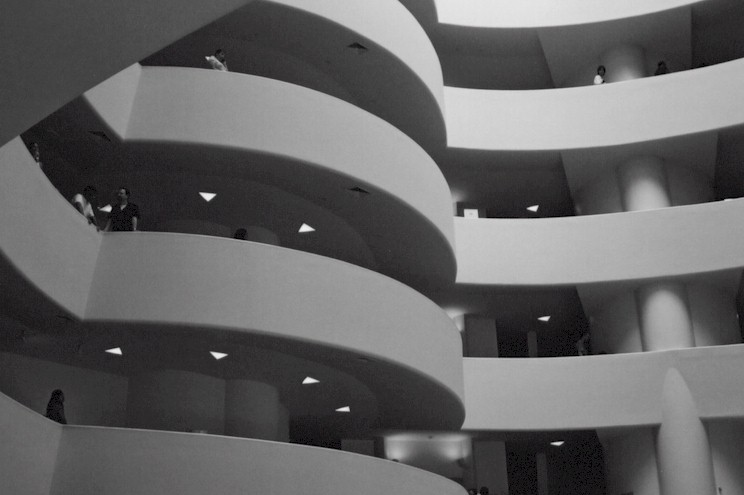
Museu Guggenheim

A Fundação Solomon R. Guggenheim é uma fundação criada em 1937 pelo filantropo e empresário Solomon Robert Guggenheim e pela artista Hilla von Rebay. É conhecida por ser a detentora de uma série de museus internacionais:
- o Museu Solomon R. Guggenheim, em Nova Iorque;
- a Coleção Peggy Guggenheim, em Veneza;
- o Museu Guggenheim Bilbao, em Bilbao ,Espanha;
- o Deutsche Guggenheim, em Berlim (construída em cooperação com Deutsche Bank);
- o Guggenheim Las Vegas e o Guggenheim Hermitage, em Las Vegas.

Os museus exibem a arte moderna e a pós-moderna, mas algumas filiais exibem também a arte comercial. Além disso, diversas filiais do Guggenheim são famosas por sua arquitetura distinta, como, por exemplo, os edifícios do Museu Solomon R. Guggenheim (de Frank Lloyd Wright), o Museu Guggenheim Bilbao (de Frank Gehry) e o Guggenheim Las Vegas (de Rem Koolhaas). A fundação desenvolveu a reputação de empregar arquitetos famosos e construir edifícios de realce. Entretanto, críticas são feitas quanto a esse ponto, pois muitas vezes os edifícios dos museus são mais famosos e conhecidos que os trabalhos artísticos que estão neles expostos.
Em 8 de julho de 2006, o governo de Abu Dhabi, nos Emirados Árabes Unidos, anunciou um acordo com a Fundação para se construir um museu de quase 30 mil metros quadrados na cidade. Frank Gehry irá projetá-lo, com conclusão esperada para 2011.

## História
O primeiro museu da Fundação, aberto em 1939, foi chamado o "museu da pintura não-objetiva", e se situava em um showroom de automóveis em Manhattan. Alguns anos depois começou o projeto de um local permanente para as obras. O arquiteto Frank Lloyd Wright concebeu um espaço como um "templo do espírito" que permitisse uma maneira nova de olhar as partes modernas da coleção. O museu foi nomeado  como "Museu Solomon R. Guggenheim e inaugurado em 1959 em meio a críticas.
A sobrinha de Guggenheim, Peggy, doou suas obras e sua casa em Veneza, o Palazzo Venier dei Leoni, à fundação na década de 1970. Após sua morte, em 1979, a coleção foi aberta ao público. Em 1992, durante revitalizações e a expansão do museu em Nova Iorque, o Guggenheim abriu o pequeno Guggenheim  SoHo em SoHo. Este espaço permaneceu aberto um bom tempo depois que o museu principal foi reaberto, mas foi fechado em 2002.
A expansão rápida, conduzida pelo diretor Thomas Krens, produziu diversos museus novos, sendo o mais notável o Museu Guggenheim Bilbao, que foi aberto em 1997. Este novo e importante museu, projetado por Frank Gehry, é um ponto central do planejamento e da revitalização da cidade basca de Bilbao, Espanha. O governo basco financiou a construção enquanto a fundação comprou as obras de arte e controla o acesso. É considerado um dos edifícios culturais mais significativos entre os construídos no século XX e em um sucessor digno à tradição da inovação do projeto começados por Guggenheim em Nova Iorque.
Também em 1997 uma galeria pequena na área de Unter de Linden, em Berlim, Alemanha, foi aberta como o Deutsche Guggenheim, em cooperação com o Deutsche Bank. Em 2001 um museu novo em Las Vegas, Nevada foi construído para abrigar destaques da coleção do Guggenheim em Nova Iorque e da coleção do Hermitage Museum, em São Petersburgo, Rússia.
Em janeiro de 2005 o filantropo Peter B. Lewis renunciou a sua posição como o presidente da Fundação, expressando sua oposição aos movimentos de expansão do museu pelo mundo. Disse que desejava que a fundação "se concentrasse mais em Nova Iorque e menos em se dispersar pelo mundo inteiro". Lewis havia sido o maior doador na história do Guggenheim, e ainda não está claro que efeito sua renúncia terá nos planos futuros da Fundação.
Há também outros projetos para museus da Fundação (alguns já descartados), entre eles:
- em Formosa, com projeto de Zaha Hadid. Esse museu foi cancelado por falta de recursos por parte do governo local;
- no Rio de Janeiro, que seria projetado pelo arquiteto Jean Nouvel. O projeto foi abandonado em 2005;
- em Guadalajara, México, projetado pelo arquiteto Enrique Nortem. Até julho de 2006 ainda estavam sendo recolhidos os fundos para a construção dessa filial.

Além desses projetos, a Fundação Solomon R. Guggenheim está discutindo com o Centro Pompidou, em Paris, um projeto para construir um museu em Hong Kong.